# Jesús Alberto Perales
Jesús Alberto Perales (22 de dezembro de 1993) é um voleibolista profissional mexicano.

## Carreira
Jesús Alberto Perales é membro da seleção mexicana de voleibol masculino. Em 2016, representou seu país napós 48 anos de ausência do país no voleibol nos Jogos Olímpicos de Verão no Rio de Janeiro, que ficou em 12º lugar.